# Ништарский медицинский университет
Ништарский медицинский университет (англ. Nishtar Medical University, ранее Ништарский медицинский колледж) — государственный университет медицинских наук, расположенный в Мултане, Пенджаб, Пакистан. Это одно из старейших медицинских учреждений, созданных после обретения Пакистаном независимости. Он предлагает программы на получение степени в области медицины, стоматологии, смежных медицинских наук и сестринского дела. Университет назван в честь Сардара Абдура Руба Ништара, лидера пакистанского движения, а затем губернатора Пенджаба, Пакистан.

## Колледжи и предлагаемые программы
1. Ништарский медицинский колледж
Бакалавриат;
Бакалавр медицины, бакалавр хирургии (MBBS): 5-летняя программа обучения.
Последипломные программы;
Медицинская ординатура и стажировка по различным специальностям медицины и хирургии в Колледже врачей и хирургов Пакистана.
2. Ништарский институт стоматологии
Бакалавриат;
Бакалавр стоматологической хирургии (BDS): 4-летняя программа обучения.
Последипломные программы;
Резидентура и стажировка по различным специальностям стоматологии в Колледже врачей и хирургов Пакистана.
3. Ништарский колледж медсестёр
Бакалавр наук в области сестринского дела (BSN): 4-летняя программа обучения.

## Принадлежность
- Первоначально колледж был связан с Университетом Пенджаба в Лахоре, единственным университетом в Пенджабе в то время.
- В 1975 году он стал филиалом Университета Бахауддина Закарии[англ.], недавно созданного университета Южного Пенджаба.
- В январе 2003 года он стал филиалом Университета медицинских наук в Лахоре[англ.][2].
- В сентябре 2017 года статус колледжа был повышен до университета после принятия Закона о Ништарском медицинском университете провинциальной ассамблеей Пенджаба[3].
- 19 ноября 2020 года Медицинская комиссия Пакистана[англ.] разрешила Ништарскому медицинскому университету (NMU) проводить экзамены MBBS и BDS для студентов и экзамены MD/MS для аспирантов[4].

## Кампус
Университет расположен на расстоянии 3 км от центра города. Кампус занимает территорию площадью 20 акров (8,1 га). Больница Ништара, одна из крупнейших больниц в Пакистане, расположена рядом с колледжем. Общая площадь территории кампуса, больницы и общежития составляет более 112 акров (0,45 км²).
Город Мултан — один из старейших населённых пунктов Пакистана; это отражено в архитектуре колледжа и больницы — высокие потолки и большие окна здесь — обычное дело.
Сам колледж просторный, с различными академическими отделами, расположенными вокруг центрального четырёхугольника. Четырёхугольник — это большой сад, используемый для студенческих мероприятий и собраний. Есть пристроенная больница, прилегающие к ней общежития, факультетский жилой городок. Колледж и общежития напоминают о старой исламской архитектуре. Здания, добавленные к кампусу в 1960-х — начале 1980-х годов, были спроектированы А. Р. Хье.

## Студенческая жизнь
Студенты приезжают из провинции Пенджаб и других частей Пакистана, а также из ряда других стран, включая Иорданию, Израиль, Непал, Шри-Ланку, Бангладеш, Индию и другие страны Азии, а также Африки. Большинство предпочитают жить в общежитиях на территории кампуса.

## Признание
За университетом признаётся право вести бакалавриат и последипломное медицинское образование Пакистанской медицинской комиссией и Колледжем врачей и хирургов Пакистана.
Ништарский медицинский университет также входит в список признанных университетов Комиссии по высшему образованию Пакистана.
Он внесён в Справочник международных медицинских школ FAIMER International Medical Education Directory. Выпускники Ништара имеют право сдавать медицинские лицензионные экзамены в разных странах, включая экзамен на получение медицинской лицензии в США (USMLE) и тест Совета по профессиональной и лингвистической оценке (PLAB) Великобритании.

## Отец-основатель
Джамал Бхутта был директором-основателем и главным врачом института. Он принадлежит к семье Бхутта из города Сиалкота.